# Manuel Galés i Martínez
Manuel Galés i Martínez (Valls, 1894 - Ciutat de Mèxic, 1962) fou un mestre, advocat i polític català, represaliat i exiliat a Mèxic en acabar l'ocupació franquista de Catalunya. Estudià per a mestre a l'Instituto Libre de Enseñanza de Madrid, on va conèixer la que seria la seva dona, Montserrat Bertran, amb la que va tenir tres fills: Núria, Jordi (que morí infant) i Isabel Galés Bertrán. En superar les oposicions a les Secciones Provinciales de Instrucción Pública en 1912, exercí de mestre a Galícia (1912) i més tard a Tarragona (1916), on es va implicar en els problemes del camp. Com a president del Consell Protector de la producció vitivinícola de Catalunya, va promoure estudis i propostes per a la comercialització dels excedents del ví català, amb l'objectiu d'afavorir el desenvolupament rural del territori.

## L'experiència docent
La seva formació pedagògica tenia origen familiar, atès que era fill del mestre i gramàtic Antoni Galés Palomà, que fou el 1r president de l'"Asociación Barcelonesa de maestros oficiales" i de Maria Isabel Martínez Uría. Com la seva mare va morir en el part, el seu pare es tornà a casar ben aviat amb la mestra Mercedes Castellà Surigué, que s'ocupà del petit. En un ambient familiar ple de llibres i d'estudis pedagògics, en Manuel Galés i el seus germanastres Emili i Angelina Galés Catella, nascuts uns anys més tard, van créixer en mig les idees emergents de principis del segle XX: l'escola moderna, la literatura social, el folklore, i els canvis polítics i econòmics a tot Europa.
Manuel Galés i Martínez va escriure sobre temes culturals i socials del seu moment, a vegades sota el pseudònim de "Montseny". Dirigí el setmanari Tarragona Federal (òrgan del Centre Republicà Democràtic Federal, CRDF) juntament amb el seu germanastre Emili Galés, folklorista i periodista tarragoní. Va fer formació de mestres a l'Escola de Mestres de Tarragona i a diverses promocions de l'Escola d'Estiu, en les àrees de Geografia, Psicologia i elements de Filosofia, i en diferents assignatures de metodologia escolar.
A l'època de la Mancomunitat de Catalunya, quan la "Asociación protectora de la enseñanza de la lengua catalana" va suggerir la creació d'una càtedra per aquesta llengua, en Manuel Galés ho va iniciar i a l'Escola Normal de nois, i l'Antonieta Freixas ho va promoure a l'escola Normal de noies.
Degut al seu catalanisme i decidit activisme polític, en l'any 1924 va ser destituït temporalment per la Dictadura de Primo de Rivera, particularment rigorosa a Catalunya.

## L'experiència política a Catalunya
Manuel Galés va estar sempre profundament implicat en les activitats socials i polítiques de la seva època. Va ser president del Centre de la Unió Nacionalista (1917), que s'integrà més tard a Acció Catalana (AC), en el 1922. En el 1931 s'afilià a ERC, partit amb el qual fou membre de la diputació provisional i més tard diputat per Valls a les eleccions al Parlament de Catalunya de 1932. Com a diputat del Govern provisional del 1932, va participar en la Comissió Parlamentària de Sanitat i Assistència Social a la Diputació provisional de la Generalitat (1932) i en altres iniciatives de millora social.
A Tarragona, va tenir especial protagonisme en les fets de novembre de 1932, quan un grup de rabassaires capitanejats pels germans Alomà van enfrontar-se a les forces de l'autoritat, com recollí la premsa del moment: "Els quatre delegats (dos per la CNT i dos per la UdR) s'adrecen als manifestants després de la reunió amb el ministre Marcel·lí Domingo, el governador civil Noguer i Comet  i els consellers Martí Rouret i Manel Galés, al Govern Civil de Tarragona". (La Vanguardia, 10 de novembre de 1932)
Manuel Galés va formar part de la Ponència d'estudi de l'estructura comarcal de Catalunya, creada el 1931 sota la presidència del conseller Ventura Gassol. En aquest estudi va treballar juntament amb Antoni Bergòs, Pere Blasi, Antoni Esteve, Josep Iglesies, Josep Santaló i Parvorell, Felip Solé i Olivé, Antoni Rovira i Virgili, Pau Vila, Ferran Valls i Taberner (que va dimitir a l'inici del procés). En el 1933, sota la presidència de Lluís Companys participà també a la "Comisión espacial" que havia de dictaminar sobre el projecte de llei de contractes de cultiu i el projecte per la solució dels conflictes derivats d'aquests contractes. Els treballs de la Ponència van determinar la divisió territorial de Catalunya de 1936 en províncies i comarques històriques i/o geogràfiques, i són en bona part recollits en el mapa comarcal actual. D'aquells debats es conserva una quantiosa documentació i registres d'hemeroteca.
En el 1934 participà en diferents comissions parlamentàries, i presidí el Consell d'Agricultura (1934), tot desenvolupant forts lligams amb els rabassaires i les seves reivindicacions socials. En els primers moments de la insurrecció espanyola, es va unir a les milícies que es mobilitzaren el 1936: el 24 de juliol Manuel Galés sortí de Tarragona en una columna de milicians, carrabiners, guàrdies civils, soldats i oficials de la guarnició local, que volien anar inicialment al front d'Aragó via Barcelona, sota el comandament del coronel Martínez Peñalvert i de l'Alcalde de la ciutat, Joaquim Fort. És de suposar que, en arribar a Barcelona, el diputat s'incorporà al Parlament, on el trobem a l'hivern del mateix any.
Durant la guerra civil espanyola fou diputat de la Generalitat de Catalunya, va portar la Presidència de la Comissió Permanent de Governació (1936), va ser anomenat Director General de Assistència Social (1937), i Comissari Adjunt de la Generalitat a Tarragona (1937).
Amb anterioritat havia participat activament en diverses iniciatives a l'administració local de Tarragona, on en el 1931 havia format part del Comité Revolucionari, com es recull en l'acta de la seva constitució:
"A la ciutat de Tarragona, a catorze d'abril de 1931, reunits els senyors Ramón Barceló Estivill, Josep Bru Ferrer, Joan Guinovart Canals, Manuel Galés Martínez, Josèp Font i Cabot, Rafael Battestini Galup, David Vallés Peña i Andreu Gondolbeu Andreu, per a constituir la Junta Local Revolucionària en representació de les forces republicanes federals, catalanistes, radicals i socialistes, juntament al representant del centre Obrer, Senyor Manuel Olegaray, acorden designar president de la matèixa a Rafael Ballestini Galup i Secretari al Senyor Josep Bru Ferrer."
En acabar la guerra s'exilià a França (en 1940 estava a la Residència del inle·lectuals catalans de Montpeller) i després a Mèxic, on va conviure amb Àngels Guansé i Salellas, la parella que el va acompanyar en l'exili fins a la seva mort.

## L'exili republicà
La Segona Guerra mundial el va sorprendre a França, sense possibilitat de tornar a Catalunya. Amb un grup d'exiliats republicans catalans, el 14 d'abril de 1942 embarcà a Marsella al vaixell "Maréchal Lyautey" rumb a Casablanca, fent escala a Orà. Des de Casablanca, a bord del "Nyassa" arribà a Veracruz el 22 de maig. Pels escrits del seu amic, també mestre, Artur Bladé coneixem amb detall aquell viatge dels intel·lectuals catalans republicans, fugint de França, en un periple ple d'incidents, on també es van emnarbar entre dlatres, el filòsof Francesc Pujols i Morgades, Rovira i Virgili, Josep Bordas de la Cuesta, Francesc Aguirre i Torres, Martí Rouret i Callol, Cinta Font Margalef, Dolors Oms Bosch, Marian Roca i Munter, etc.
A Mèxic, Manuel Galés treballà com a regent d'una de les residències dels Niños de Morelia, com a traductor de l'ambaixada britànica a Mèxic i a la Libreria de Cristal. Publicà articles a La Nova Revista (1955-1958), Pont Blau i La Veu Catalana i participà en la Primera Conferència Nacional Catalana que es va celebrar a la ciutat de Mèxic, de l'11 al 13 de setembre de 1953.
A Mèxic fou elegit president d'Esquerra Republicana, càrrec que exercí en els anys 1953 i 1954., durant el mandat de Josep Irla, President de la Generalitat a l'exili Arxivat 2016-04-01 a Wayback Machine..
El seu amic  Artur Bladé i Desumvila el descriu a l'exili de Mèxic: "...som amics de fa anys. Hem parlat en algun mateix acte públic i col·laborat en algun mateix periòdic. Professava a la Normal de Mestres de Tarragona. Penso que se'n devia deixar quan, l'any 1932, el van elegir diputat al Parlament català. Ara deu tenir quaranta anys. Intel·ligent, polemista irònic, sarcàstic de vegades, té un rostre de guix, inexpressiu, un rostre fred que no deixa traslluir el foc interior. Aquest foc, però, de vegades, quan discuteix, se li escapa pels ulls, ulls que li brillen, maliciosos, rere els vidres de les ulleres."
Manel Galés va rebre la nacionalitat mexicana en 1950, però es coneix poc dels seus darrers anys a l'exili, després d'abandonar el càrrec de president d'Esquerra Republicana.
Entre els seus amics i coneguts destaquen els companys francmaçons que, com ell, formaven part de la intel·lectualitat de l'època que defensava la catalanitat sense oblidar la igualtat i la fraternitat dels homes: Josep M. Murià Romaní, Francesc Pujols i Morgades, Joan Casanovas i Maristany, Miquel Santaló Parvorell, etc.

## Els seus escrits i treballs
GALÈS i MARTÍNEZ, Manuel, (1936) "El problema del vi a Catalunya" estudi publicat al diari "La Humanitat" durant la tardor de l'any 1935, 2a edició, Taller Gráfic Alfa.
GALÈS, Manuel, (1955) “A la mort de Xènius i d'Eugeni d'Ors”, p. 282-285. Rev. Pont Blau, vol. 4, Num. 34, Agost 1955. (Informació i comentaris. Lletres). 

### Conferències de Manuel Galés
- «La Catalunya federal de 1930», com a president del Comité Federal de Tarragona, sent professor de la Escuela Normal. (1930)[54]
- «La misión histórica del federalismo», en el Círculo Republicano de Barcelona (Puertaferrisa, 28), com a diputat de la Generalitat de Catalunya.[55]
- «El problema rabassaire» (1933), al Casal Català d'Esquerres, de Poblet, València, 458, conferència com a del diputat al Parlament de Catalunya.[56]